# Hidrotímetre
Un hidrotímetre és un aparell de laboratori dissenyat per a la mesura de la duresa de l'aigua a partir de la propietat que tenen els sabons per a precipitar sals de calci, Ca2+, el catió més important en la duresa. Fou dissenyat pels químics francesos Antoine François Boutron-Charlard (1796-1879) i Félix Boudet (1806-1878), membres del Consell de Salubritat de París, el 1856.
L'hidrotímetre consta de dos parts:
- Un flascó hidrotimètric, un flascó graduat (marques de 10, 20, 30 i 40 ml habitualment) que es pot tapar amb un tap esmerilat i destinat a contenir l'aigua a analitzar i el reactiu.
- Una bureta hidrotimètrica, de Boutron-Boudet, que és un tub graduat tancat per un extrem i obert per l'altre amb dues sortides: una acabada en punta per on surt la dissolució de sabó de Boutron-Boudet, que és el reactiu, i l'altra boca, més ample i en forma de petit embut s'empra per omplir la bureta i per addicionar gota a gota aquesta dissolució obrint-la i tapant-la amb un dit.[3]